# Shiki-Jitsu
Shiki-Jitsu (式日), também conhecido como Ritual, é um filme japonês de 2000 dirigido por Hideaki Anno. O filme conta a história de um diretor (Shunji Iwai) que conhece uma jovem garota excêntrica (Ayako Fujitani). É baseado no romance Tōhimu, escrito pela própria Ayako Fujitani. Shiki-Jitsu ganhou o  prêmio de Melhor Contribuição Artística no 13º Festival Internacional de Cinema de Tóquio.